# Niklaus Wirth
Niklaus Wirth (Winterthur, 15 febbraio 1934 – Zurigo, 1º gennaio 2024) è stato un informatico e inventore svizzero, pioniere dell'informatica.
Fu l'inventore dei linguaggi di programmazione Pascal, Modula-2 e Oberon.

## Biografia
Studiò al Politecnico federale di Zurigo, dove si laureò nel 1959, all'Università Laval di Québec e a Berkeley, dove conseguì il PhD nel 1963. Dal 1963 al 1967 fu associato alla Stanford University in California. Dal 1968 al 1999 insegnò informatica al Politecnico di Zurigo, dove contribuì allo sviluppo dell'informatica svizzera. L'insegnamento fu solo una piccola parte dei suoi successi, tutti legati alla creazione, miglioramento e diffusione di efficaci linguaggi di programmazione.
Dal 1965 diresse lo sviluppo dei linguaggi Euler (una semplificazione di ALGOL), PL360 (rivolto ai mainframe IBM 360) e ALGOL-W (altra evoluzione di ALGOL).
Nel 1970 presentò il linguaggio Pascal, semplice ma rigoroso nella programmazione strutturata e nella dichiarazione delle variabili; in seguito il Pascal sarebbe divenuto, in certi ambiti, un ambiente di sviluppo standard.
Ispirato da un periodo sabbatico di un paio d'anni trascorso allo Xerox Palo Alto Research Center (PARC), nel 1978 Wirth, come evoluzione del Pascal, sviluppò il Modula-2, per mezzo del quale venne introdotta la programmazione modulare e che fu la base della precoce workstation Lilith.
Per lo sviluppo dei linguaggi Euler, ALGOL-W, Modula e soprattutto Pascal ricevette il premio Turing nel 1984.
Il progetto Oberon, comprendente un linguaggio e un sistema operativo strettamente correlati e gratuiti, fu l'ultimo dei maggiori progetti di Wirth, iniziato nel 1987 e aggiornato da lui stesso perfino nel 2020. Derivato sempre da ALGOL e dai precedenti linguaggi di Wirth, punta molto sulla flessibilità ed estensibilità dei tipi di dati.
Divenne noto anche per la pubblicazione dell'articolo Program Development by Stepwise Refinement ("Sviluppo di programmi attraverso il raffinamento progressivo", 1971), considerato un classico dell'ingegneria del software.
Fu autore del volume Algorithms + Data Structures = Programs, pubblicato da Prentice Hall nel febbraio 1976 con ISBN 0-13-022418-9 e tradotto in italiano a cura di Stefano Piccardi nell'edizione pubblicata da Tecniche nuove nel 1987 con il titolo Algoritmi + Strutture di Dati = Programmi, ISBN 88-7081-259-6. Si tratta di un testo diventato un vero e proprio caposaldo della programmazione strutturata e dell'informatica tutta, su cui si sono formate intere generazioni di informatici e ancora oggi in uso. Il paradigma in esso esposto, la separazione tra strutture di dati e parte algoritmica, un classico dell'ingegneria software, è stato alla base del successivo sviluppo della programmazione orientata agli oggetti.
Wirth lascia un'importante eredità nella storia dell'informatica. Tra l'altro, la cosiddetta Legge di Wirth (1995), "il software diventa più lento di quanto l'hardware diventi più veloce", è parte della comune esperienza informatica.
Morì a Zurigo all'età di 89 anni, il giorno di capodanno del 2024.